# Sebersdorf
Sebersdorf est une ancienne commune autrichienne du district de Hartberg en Styrie.